# Rally di Roma Capitale 2023
El Rally di Roma Capitale 2023, oficialmente 11. Rally di Roma Capitale, fue la undécima edición y la sexta cita de la temporada 2023 del Campeonato de Europa de Rally. Se celebró del 28 al 30 de julio y contó con un itinerario de trece tramos que sumaban un total de 189,5 km cronometrados.

## Itinerario
| Día   | Tramo     | Nombre                              | Distancia | Hora  | Ganador           | Tiempo  | Líder           |
| ----- | --------- | ----------------------------------- | --------- | ----- | ----------------- | ------- | --------------- |
| Día 1 | Shakedown | Fumone                              | 4.00 km   | 10:30 | Andrea Mabellini  | 2:07.4  | -               |
| Día 1 | TC1       | Colosseo Aci Roma                   | 1.30 km   | 20:05 | Andrea Crugnola   | 0:57.2  | Andrea Crugnola |
| Día 2 | TC2       | Guarcino - Altipiani di Arcinazzo 1 | 11.72 km  | 10:03 | Andrea Crugnola   | 6:35.0  | Andrea Crugnola |
| Día 2 | TC3       | Rocca di Cave - Subiaco 1           | 32.30 km  | 11:06 | Andrea Crugnola   | 19:28.6 | Andrea Crugnola |
| Día 2 | TC4       | Affile - Bellegra 1                 | 7.32 km   | 12:09 | Andrea Crugnola   | 4:16.9  | Andrea Crugnola |
| Día 2 | TC5       | Guarcino - Altipiani di Arcinazzo 2 | 11.72 km  | 15:02 | Andrea Crugnola   | 6:35.5  | Andrea Crugnola |
| Día 2 | TC6       | Rocca di Cave - Subiaco 2           | 32.30 km  | 16:05 | Andrea Crugnola   | 19:22.9 | Andrea Crugnola |
| Día 2 | TC7       | Affile - Bellegra 2                 | 7.32 km   | 17:08 | Andrea Crugnola   | 4:15.7  | Andrea Crugnola |
| Día 3 | TC8       | Fiuggi 1                            | 6.72 km   | 07:51 | Yoann Bonato      | 3:41.4  | Andrea Crugnola |
| Día 3 | TC9       | Alatri 1                            | 6.96 km   | 08:51 | Hayden Paddon     | 4:26.0  | Andrea Crugnola |
| Día 3 | TC10      | Santopadre 1                        | 29.08 km  | 10:16 | Andrea Crugnola   | 17:17.7 | Andrea Crugnola |
| Día 3 | TC11      | Alatri 2                            | 6.72 km   | 13:01 | Simone Campedelli | 4:23.8  | Andrea Crugnola |
| Día 3 | TC12      | Santopadre 2                        | 6.96 km   | 14:26 | Hayden Paddon     | 17:21.6 | Andrea Crugnola |
| Día 3 | TC13      | Fiuggi 2 (Power Stage)              | 29.08 km  | 17:05 | Andreas Mabellini | 3:41.4  | Andrea Crugnola |

## Clasificación final
| Pos.    | Piloto             | Copiloto          | Automóvil              | Tiempo    | Diferencia |
| General | General            | General           | General                | General   | General    |
| ------- | ------------------ | ----------------- | ---------------------- | --------- | ---------- |
| 1.      | Andrea Crugnola    | Elia Ometto       | Citroën C3 Rally2      | 1:52:35.2 | 0.0        |
| 2.      | Giandomenico Basso | Lorenzo Granai    | Škoda Fabia RS Rally2  | 1:52:58.3 | +0:23.1    |
| 3.      | Hayden Paddon      | John Kennard      | Hyundai i20 N Rally2   | 1:53:29.0 | +53.8      |
| 4.      | Efrén Llarena      | Sara Fernández    | Škoda Fabia RS Rally2  | 1:54:29.7 | +1:54.5    |
| 5.      | Boštjan Avbelj     | Damijan Andrejka  | Škoda Fabia Rally2 evo | 1:54:39.3 | +2:04.1    |
| 6.      | Simon Wagner       | Gerald Winter     | Škoda Fabia RS Rally2  | 1:54:41.4 | +2:06.2    |
| 7.      | Yoann Bonato       | Benjamin Boulloud | Citroën C3 Rally2      | 1:54:47.6 | +2:12.4    |
| 8.      | Miklós Csomós      | Viktor Bán        | Škoda Fabia Rally2 evo | 1:54:47.6 | +2:12.4    |
| 9.      | Grzegorz Grzyb     | Jakub Wróbel      | Škoda Fabia Rally2 evo | 1:54:48.6 | +2:13.4    |
| 10.     | Filip Mareš        | Radovan Bucha     | Škoda Fabia Rally2 evo | 1:56:22.3 | +3:47.1    |